# Tim-Kevin Ravnjak
Tim-Kevin Ravnjak (ur. 5 listopada 1996 w Velenju) – słoweński snowboardzista specjalizujący się w half-pipe'ie i slopestyle'u, brązowy medalista mistrzostw świata.

## Kariera
Po raz pierwszy na arenie międzynarodowej pojawił się 29 października 2009 roku w Saas-Fee, gdzie w zawodach Pucharu Europy zajął 26. miejsce w halfpipe’ie. W 2010 roku wystartował na mistrzostwach świata juniorów w Cardronie, zajmując 46. miejsce w halfpipe’ie i 29. miejsce w slopestyle'u. Na rozgrywanych rok później mistrzostwach świata juniorów w Valmalenco był drugi w slopestyle'u. Srebrny medal zdobył też w halfpipe’ie podczas mistrzostw świata juniorów w Erzurum w 2013 roku. Ponadto zdobył w tej konkurencji złote medale na mistrzostwach świata juniorów w Sierra Nevada w 2012 roku i rozgrywanych dwa lata później mistrzostwach świata juniorów w Valmalenco.
W Pucharze Świata zadebiutował 5 listopada 2009 roku w Saas-Fee, gdzie zajął 49. miejsce w halfpipe’ie. Nigdy nie stanął na podium zawodów pucharowych. Najlepsze wyniki w Pucharze Świata w snowboardzie osiągnął w sezonie 2013/2014, kiedy to zajął 22. miejsce w klasyfikacji generalnej AFU, a w klasyfikacji halfpipe’a był piętnasty. Największy sukces w karierze osiągnął w 2015 roku, kiedy zdobył brązowy medal w half-pipe'ie na mistrzostwach świata w Kreischbergu. W zawodach tych wyprzedzili go tylko Scotty James z Australii i Chińczyk Zhang Yiwei. Na rozgrywanych rok wcześniej igrzyskach olimpijskich w Soczi zajął ósme miejsce w tej samej konkurencji.

## Osiągnięcia

### Igrzyska olimpijskie
| Miejsce | Dzień     | Rok  | Miejscowość | Konkurencja | Zwycięzca           |
| ------- | --------- | ---- | ----------- | ----------- | ------------------- |
| 8.      | 11 lutego | 2014 | Soczi       | Halfpipe    | Iouri Podladtchikov |

### Mistrzostwa świata
| Miejsce | Dzień       | Rok  | Miejscowość   | Konkurencja | Zwycięzca           |
| ------- | ----------- | ---- | ------------- | ----------- | ------------------- |
| 25.     | 20 stycznia | 2011 | La Molina     | Halfpipe    | Nathan Johnstone    |
| 24.     | 18 stycznia | 2013 | Stoneham      | Slopestyle  | Roope Tonteri       |
| 22.     | 20 stycznia | 2013 | Stoneham      | Halfpipe    | Iouri Podladtchikov |
| 3.      | 16 stycznia | 2015 | Kreischberg   | Halfpipe    | Scott James         |
| 31.     | 11 marca    | 2017 | Sierra Nevada | Halfpipe    | Scotty James        |
| 20.     | 11 marca    | 2017 | Sierra Nevada | Slopestyle  | Seppe Smits         |
| 28.     | 17 marca    | 2017 | Sierra Nevada | Big air     | Ståle Sandbech      |

### Puchar Świata

#### Miejsca w klasyfikacji generalnej
- sezon 2009/2010: 207.
  - AFU[2]
- sezon 2010/2011: 83.
- sezon 2011/2012: 25.
- sezon 2012/2013: 62.
- sezon 2013/2014: 22.
- sezon 2014/2015: 76.
- sezon 2015/2016: 19.
- sezon 2016/2017: 48.